# Moemedi Moatlhaping
Moemedi Moatlhaping (Moshupa, 14 luglio 1985) è un calciatore botswano, centrocampista dell'Extension Gunners Lobatse.

## Carriera

### Club
Ha giocato nella prima divisione del Botswana ed in quella sudafricana.

### Nazionale
Ha partecipato alla Coppa d'Africa del 2012.

## Palmarès

### Club

#### Competizioni nazionali
- Campionato botswano: 2

Township Rollers: 2005
Mochudi Centre Chiefs: 2008
- Coppa del Botswana: 3

Township Rollers: 2005
Mochudi Centre Chiefs: 2008
Gaborone United: 2012
- Orange Kabelano Charity Cup: 2

Township Rollers: 2006
Mochudi Centre Chiefs: 2008